# Större elenia
För arten Elaenia dayi, se jätteelenia.
Större elenia (Elaenia spectabilis) är en fågel i familjen tyranner inom ordningen tättingar.

## Utbredning och systematik
Fågeln förekommer från sydostligaste Colombia till norra Argentina och Brasilien. Den behandlas som monotypisk, det vill säga att den inte delas in i några underarter.

## Status och hot
Arten har ett stort utbredningsområde, men tros minska i antal, dock inte tillräckligt kraftigt för att den ska betraktas som hotad. Internationella naturvårdsunionen IUCN listar arten som livskraftig (LC).

## Namn
Elenia är en försvenskning av det vetenskapliga släktesnamnet Elaenia, som i sin tur kommer från grekiskans elaineos, "från olivolja", det vill säga olivfärgad.